# Niban-higasi Iwa
Niban-higasi Iwa är en udde i Antarktis. Den ligger i Östantarktis. Norge gör anspråk på området.
Terrängen inåt land är kuperad åt sydost, men västerut är den platt. Havet är nära Niban-higasi Iwa åt nordväst. Trakten är obefolkad. Det finns inga samhällen i närheten.